# Phản sát (phim)
Phản sát (tiếng Anh: Survivor) là một bộ phim gián điệp giật gân của Mỹ-Anh năm 2015 do James McTeigue đạo diễn và Philip Shelby viết kịch bản. Phim có sự tham gia của Milla Jovovich, Pierce Brosnan và Dylan McDermott. Phim khởi chiếu tại Anh Quốc vào ngày 5 tháng 6 năm 2015.

## Nội dung
Bộ phim mở đầu bằng một trận đánh ở Trung Đông, nơi Johnny Talbot, một người lính Mỹ, bị bọn khủng bố Hồi giáo bắt và buộc phải chứng kiến Ray, đồng đội của mình, bị hành quyết.
Kate Abbott là một đặc vụ thuộc Cục An ninh Ngoại giao làm việc cho Đại sứ quán Hoa Kỳ ở London, cô bắt đầu làm việc trong chính phủ sau khi hầu hết bạn bè của cô bị chết trong Sự kiện 11 tháng 9. Trong khi cô đang thực hiện các quy tắc mới, nghiêm ngặt hơn đối với việc xin thị thực của các nghi phạm khủng bố tiềm năng, tất cả đồng nghiệp của cô đều bị giết trong vụ đánh bom khi đang ở nhà hàng nhân ngày sinh nhật cấp trên của họ, Bill Talbot. Bill là bố của Johnny, và tính mạng của Johnny đang bị bọn khủng bố đe dọa. Ông quay lại văn phòng rồi xóa hồ sơ về thị thực mà ông đã chấp thuận cho những kẻ khủng bố vào nước Mỹ. Kate sống sót sau vụ đánh bom khi cô rời khỏi nhà hàng để đi mua quà cho Bill.
Một cuộc điều tra về vụ đánh bom cho thấy quả bom có vết tích của chromi, khiến cấp trên của Kate tại đại sứ quán, Sam Parker, suy luận rằng hung thủ là "Watchmaker", một trong những sát thủ bị truy nã gắt gao nhất thế giới, người đã từng cho nổ một quả bom có vết tích tương tự ở Paris hai năm trước. Không ai biết ngoại hình của Watchmaker vì hắn đã phẫu thuật thẩm mỹ nhiều lần trong những năm qua. Khi Kate đến gặp Bill, cô vô tình giết chết ông ta trong lúc tự vệ. Qua các nhân chứng và video được quay lại, Kate bị xem là nghi phạm chính trong vụ đánh bom giết các nhân viên đại sứ quán.
Trong khi đó, Watchmaker sử dụng súng bắn tỉa để bắn một viên đạn gây cháy vào một quả cầu chứa đầy khí nổ trên tầng thượng tòa nhà Tower Hamlets. Một phần tòa nhà bị phá hủy. Sau đó, Watchmaker nói rằng hắn biết mục đích của tên khách hàng của mình tạo ra cuộc tấn công Quảng trường Thời Đại ở Thành phố New York không phải là khủng bố mà là tài chính. Tên khách hàng dự định đặt cược vào thị trường chứng khoán và kiếm hàng triệu USD khi thị trường này mở cửa trở lại. Watchmaker yêu cầu một nửa lợi nhuận, đe dọa hủy bỏ cuộc tấn công, và tên khách hàng đồng ý.
Kate tìm hiểu nguyên nhân của vụ đánh bom, biết được Bill đã bị ép buộc chấp thuận cho một số người xin thị thực sau khi Johnny bị bắt. Cô đã khám phá ra bọn khủng bố sắp tạo ra một vụ nổ khác tại Quảng trường Thời Đại trong lễ mừng đêm giao thừa. Sam, người tin Kate vô tội, đã bị thương trong một cuộc tấn công của Watchmaker. Kate buộc phải lẻn vào đại sứ quán để làm hộ chiếu giả cho chính mình, với sự hỗ trợ từ Sam và bạn cô là Sally, rồi đuổi theo Watchmaker đến New York.
Watchmaker đến New York. Bác sĩ Emil Balan có động lực để trả thù cho cái chết của vợ hắn khi thị thực đến Mỹ của cô ta bị trì hoãn và cô ta không được điều trị y tế kịp thời. Ở New York, hắn bơm khí nổ vào quả cầu đêm giao thừa. Nhiệm vụ của Watchmaker là bắn quả cầu và đốt cháy khí. Balan gặp Watchmaker trên tầng thượng một tòa nhà cao tầng cách Quảng trường Thời Đại vài dãy nhà. Watchmaker bất ngờ giết Balan. Kate tìm thấy Watchmaker đúng lúc hắn sắp bắn nổ quả cầu. Sau một hồi vật lộn, cô ném Watchmaker ra khỏi tòa nhà, khiến hắn rơi xuống đất và chết. Cô đã kịp thời cứu mạng người dân New York và chứng minh mình vô tội, sau đó nhận được một cuộc gọi chúc mừng từ Sam.